# Акала
Акала (исп. Acala) — малый город в Мексике, штат Чьяпас, входит в состав одноимённого муниципалитета и является его административным центром. Численность населения, по данным переписи 2020 года, составила 15 001 человек.

## Общие сведения
Название Acala с языка майяского можно перевести как — место каноэ.
Поселение было основано прибывшими колонистами в XVI веке.
30 декабря 1869 года ему был присвоен статус вильи.
В 1911 году массовые беспорядки привели к поджогам и гибели населения.